# 淡水神社
淡水神社為臺灣日治時期位於台北州淡水郡淡水街（今新北市淡水區）的神社，落成於昭和14年（1939年），二戰後廢止，改為忠烈祠至今。

## 介紹

### 歷史
淡水郡守星野力在昭和11年（1936年）10月組織了地方官民63人，發議興建淡水神社，以達到「一郡一社的目標」，並成立淡水神社造迎奉贊會。1937年6月，選定了淡水神社的基地，而後由狩野正好繼任淡水郡守，其將淡水神社規模擴大，建設經費約13萬圓。1938年5月，淡水神社的興建材料運抵淡水車站，由官民一同拖運至神社的興建基地，並在5月30日舉行地鎮祭，10月舉行上棟祭，1939年6月1日鎮座，社格是無格社，祭祀北白川宮能久親王、明治天皇、大物主命、崇德天皇，例祭日為11月10日。神社選址於台北州淡水郡淡水街油車口字油車口（今新北市淡水區中正路一段6巷31號之新北市忠烈祠），恰好在滬尾砲台旁，此地曾為清法戰爭滬尾之役的古戰場。而昔日神社前有成排的松樹，為淡水八景之一的「松濤落日」，淡水各機關學校也會定時參拜。
二戰後，淡水神社廢止，1953年成為台北縣忠烈祠。1975年依原有神社基座改建為現貌之中國北方宮殿式建築，2011年隨台北縣更名新北市而改名為新北市忠烈祠。

### 現況
淡水神社原址在1975年改建後，保留原神社參道路徑(部分路段位於淡水區中正路一段8巷)與原有玉垣、駁坎等舍殿基座部分。其餘遺跡目前被保存於新北市淡水區忠山里椿水林18號的行忠堂内，有16基之石燈籠、若干石燈籠構件、揭示場、手水舍之屋頂部分與手水缽。

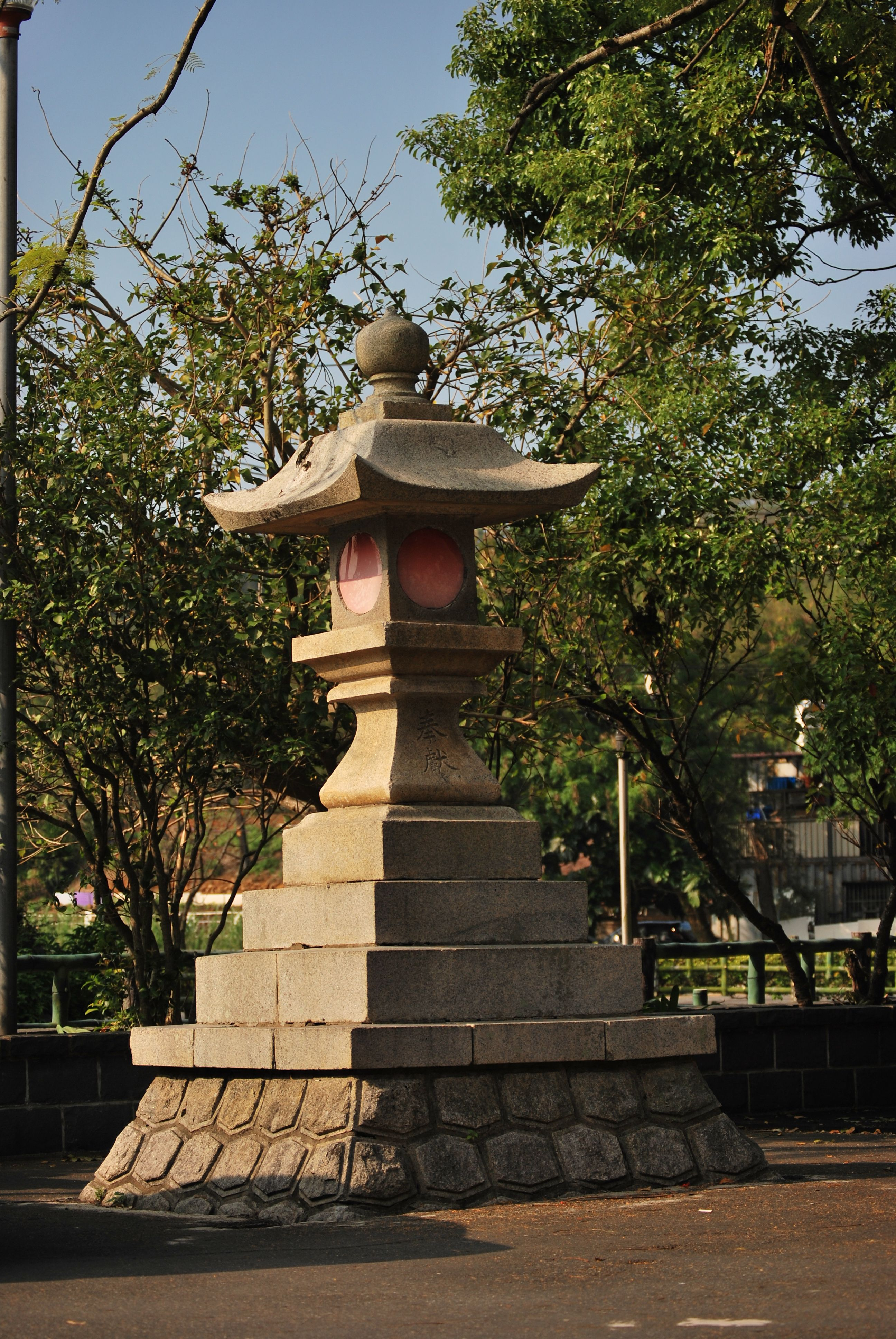
行忠堂內淡水神社大石燈籠
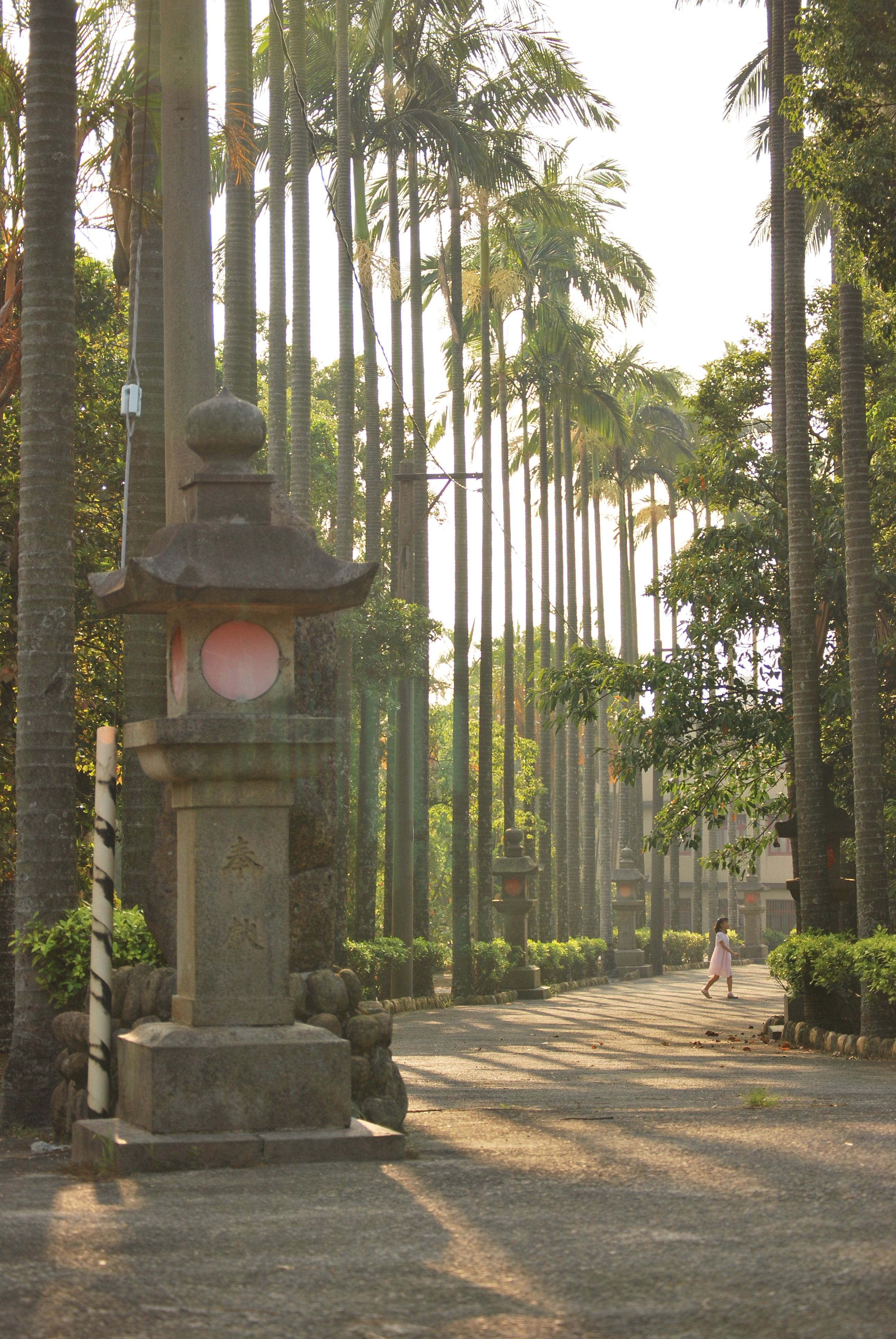
行忠堂內淡水神社石燈籠
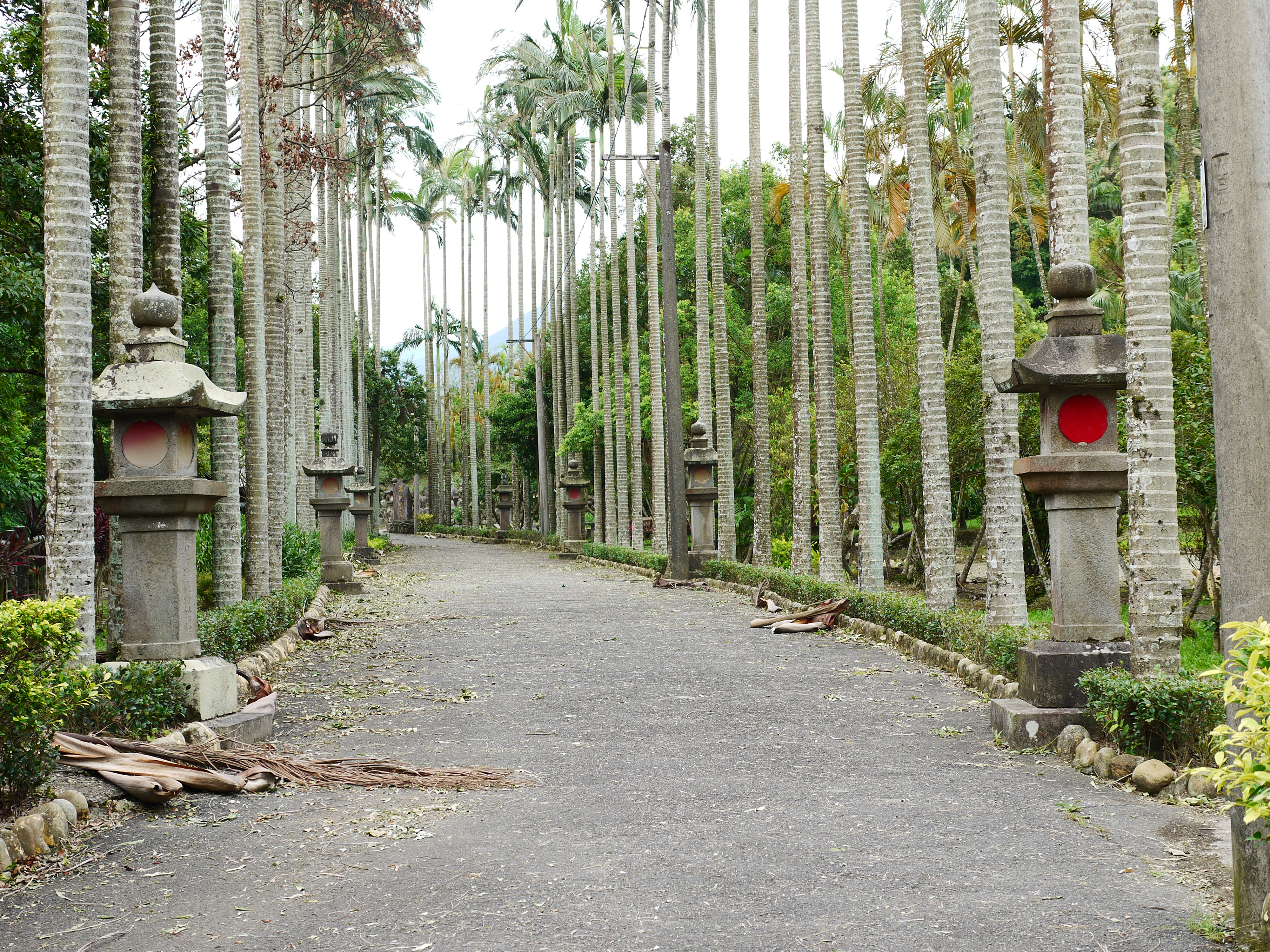
行忠堂內淡水神社石燈籠群
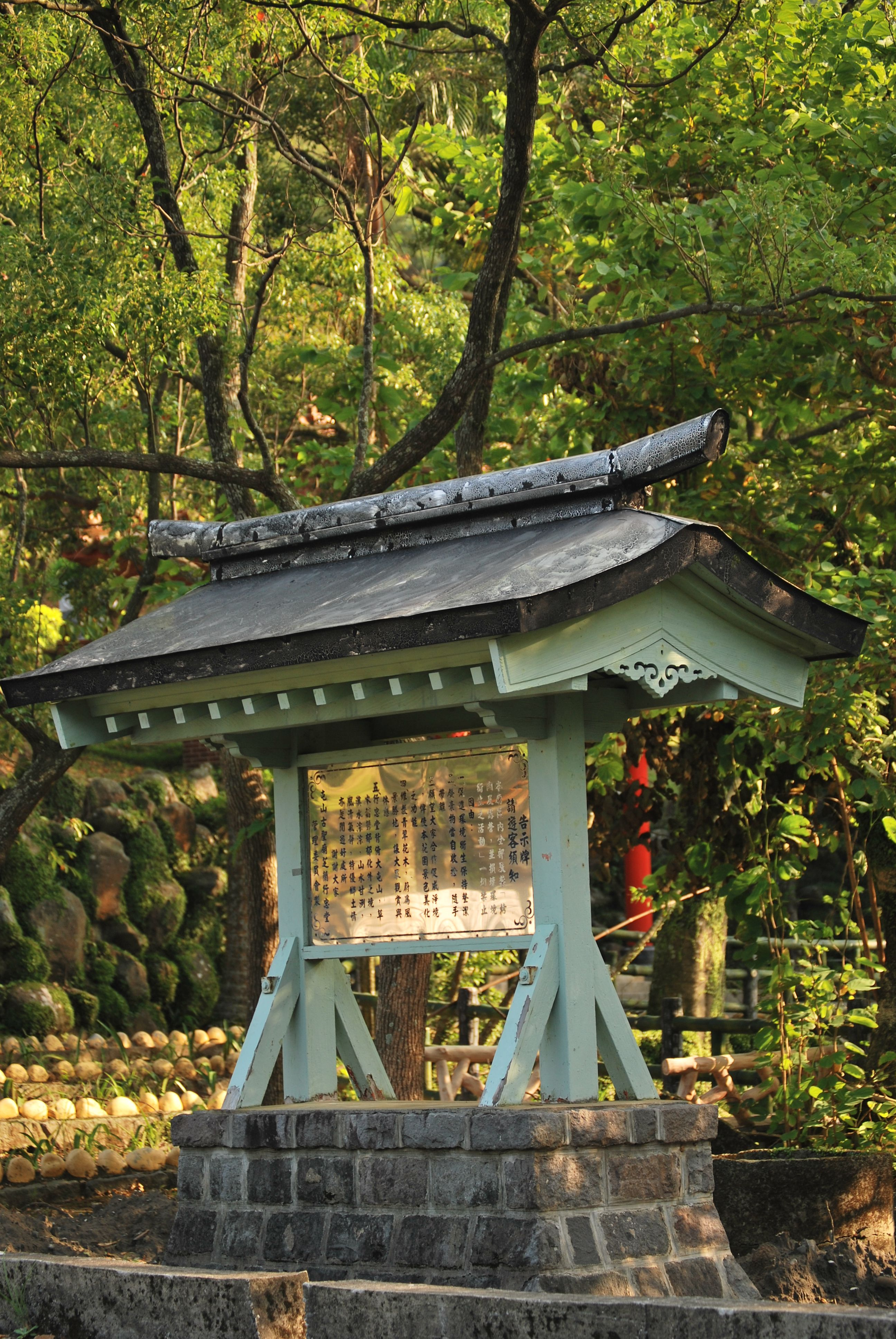
行忠堂內淡水神社揭示場
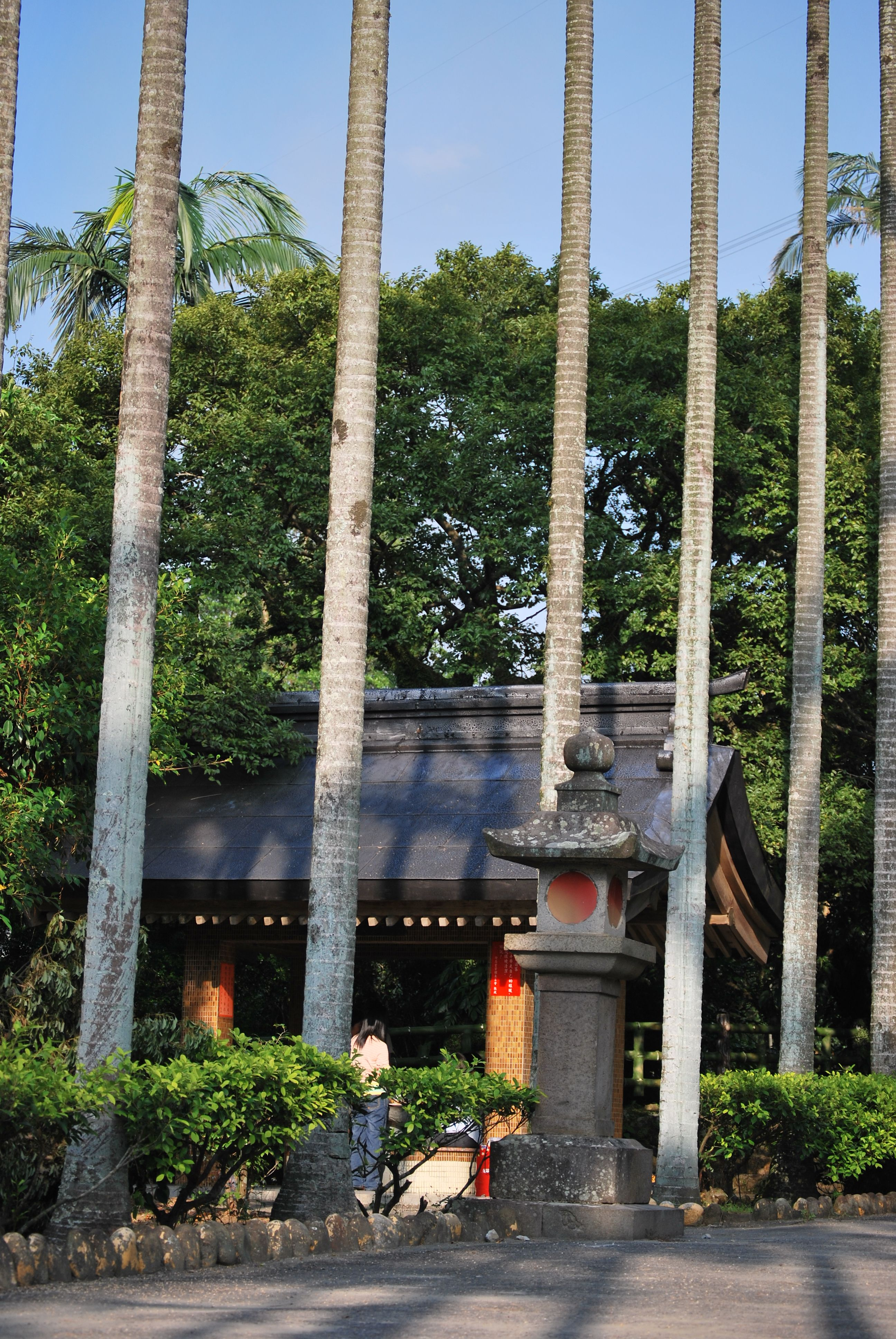
行忠堂內淡水神社石燈籠與其後的手水舍屋頂部分
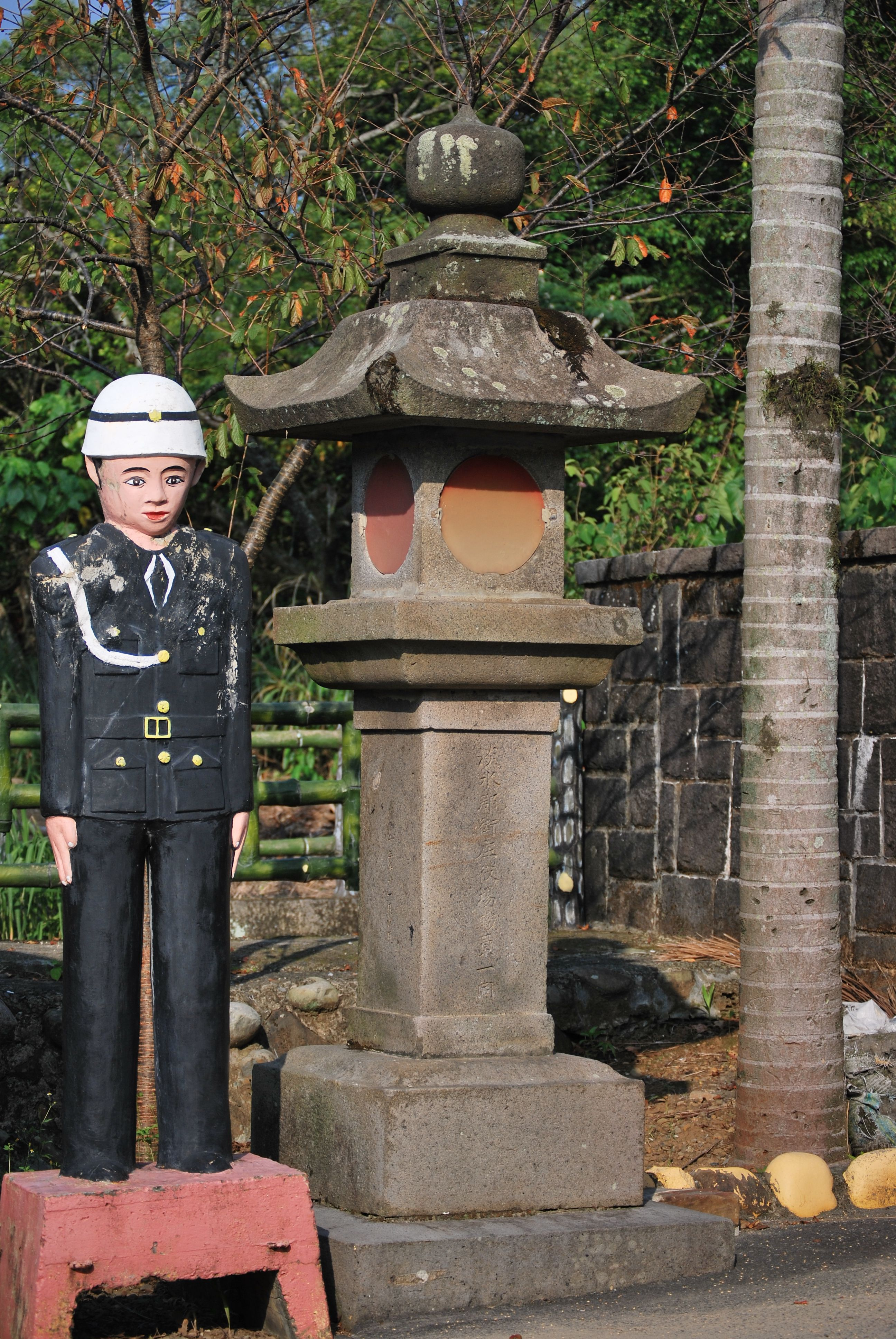
行忠堂內淡水神社另一石燈籠
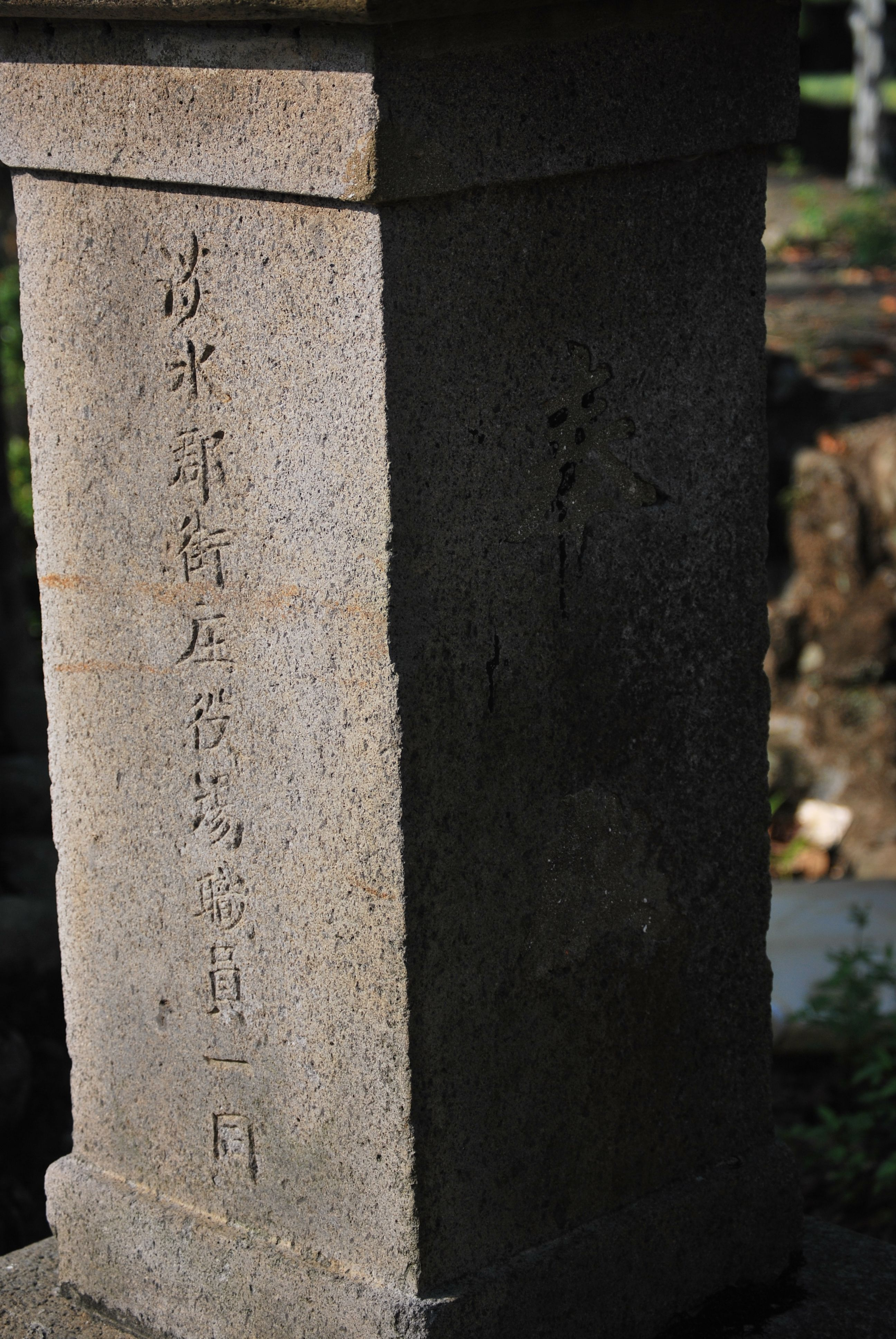
行忠堂內淡水神社石燈籠構件"竿"特寫
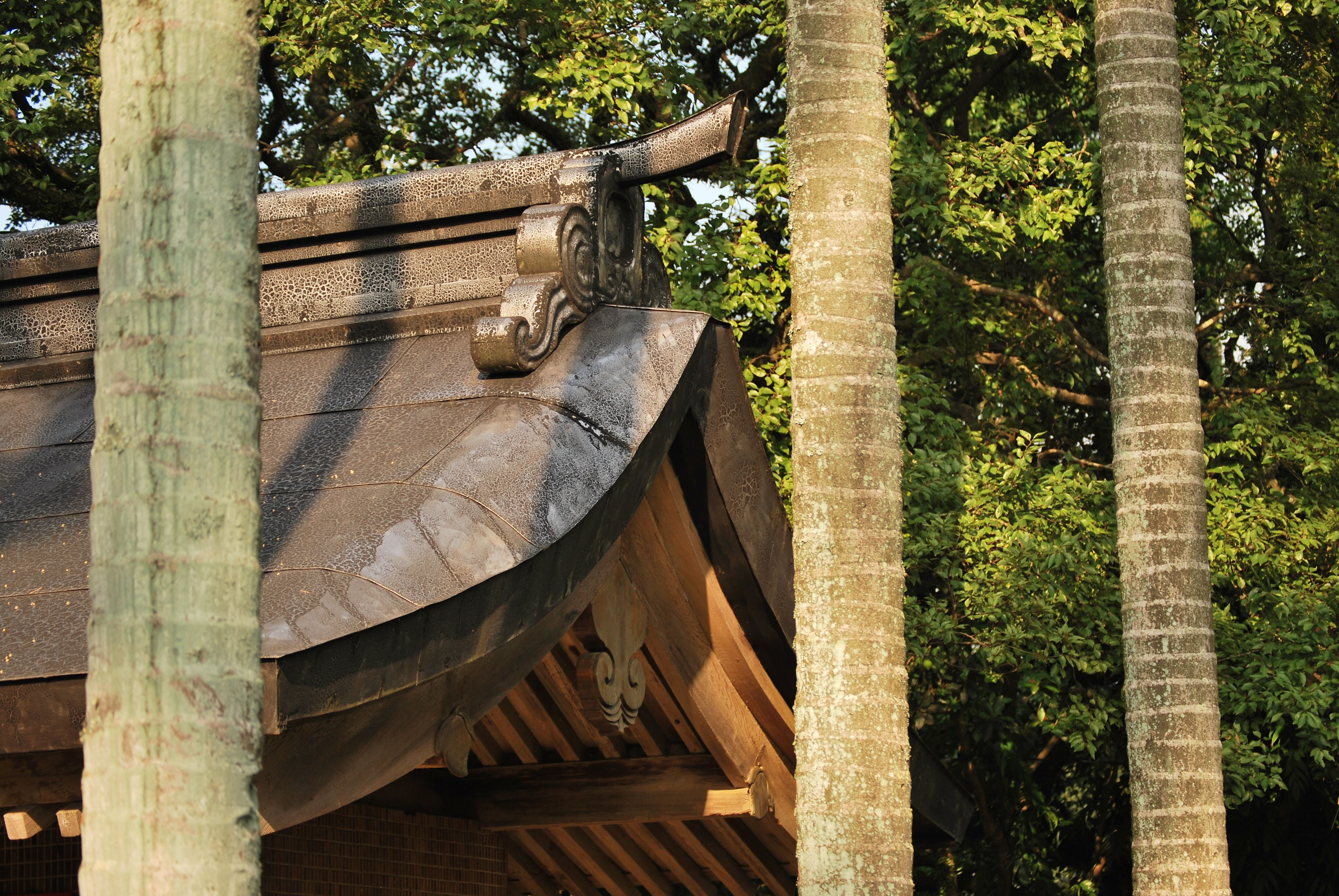
行忠堂內淡水神社手水舍屋頂部分特寫

## 社掌
- 小笠原清禧：1939年至1945年[6]

## 神社建築
淡水神社原配置有參道、混凝土造明神鳥居2基、燈籠(石燈籠、大石燈籠、混凝土半木造春日燈籠)數對、揭示場、社號標、切妻造手水舍、具唐破風或切妻破風入口的入母屋造社務所、切妻造或校倉造倉庫(緊鄰社務所)，主體建築部分與桃園神社類似，有切妻造神門、入母屋造拜殿、與拜殿左右兩側相接的神饌所與祭器庫、切妻造渡殿/幣殿、流造本殿等。

## 關聯項目
- 淡水屯山古聖廟行忠堂
- 新北市忠烈祠
- 忠烈祠 (臺灣)
- 台灣神社列表